# У компанії чоловіків
«У компанії чоловіків» (англ. The Company Men) — фільм 2010 року американського режисера і продюсера Джона Веллса. Психологічна кінодрама про рольові моделі поведінки у чоловічому колективі, життєві психічні випробування та приниження з щасливим кінцем.
Прем'єра картини відбулася 22 січня 2010 року на щорічному кінофестивалі «Санденс».

## Сюжет
Боббі Вокер (актор Бен Аффлек) «біло-комірцевий» менеджер середнього рівня, любить свою роботу в фірмі GTX Corporation і своє життя з дружиною та дітьми. Але з дня на день його раптова стабільна схема потрясена: його звільняють. Босс компанії вважає, що чергою подібних звільнень йому вдастся збалансувати хиткий стан компанії на мінливому ринку.
Боббі мусить розстатися з висококласним стилем життя — з високим заробітком, стильним авто Porsche-кабріолет та великим будинком. Боббі намагається триматися на плаву з тимчасовою роботою, але його затягує криза існування і він починає переосмислити своє життя.
Фінансова криза, яка призвела до звільнення Боббі, засмокчує і двох інших високопосадових менеджерів: Джина McClary (актор Томмі Лі Джонс) та Філа Вудворда (актор Кріс Купер), вони повинні піти з компанії. Але поки Філ у відчаї скаржиться зі свою долю, Джин виявляє бійцівськи якості.
Фільм «У компанії чоловіків» - торкається тими світової фінансової кризи 2008 року. Безробіття в Сполучених Штатах було за два роки до випуску фільму таким високим, як не було протягом багатьох років. Психологічна драма відображає життя американців, які опинилися в ситуації аналогічній до головних героїв фільму.
Режисер і сценарист Джон Веллс відсвяткував свій дебютний фільм з «The Company Men». Раніше він був головним продюсером різноманітних кіно-серій, таких як «Third Watch - використання на межі» і «Emergency Room - Швидка допомога».

## У ролях
| Актор             | Роль             |
| ----------------- | ---------------- |
| Бен Аффлек        | Боббі Вокер      |
| Кевін Костнер     | Джек Долан       |
| Кріс Купер        | Філ Вудвард      |
| Томмі Лі Джонс    | Джин МакКлері    |
| Розмарі Деуітт    | Меггі Вокер      |
| Марія Белло       | Саллі Вілкокс    |
| Патриція Келембер | Синтія МакКлері  |
| Крейг Т. Нельсон  | Джеймс Салінджер |

## Нагороди та номінації
За роль у фільмі Томмі Лі Джонс був номінований на премію Satellite в категорії «Найкраща чоловіча роль другого плану».